# Большие Аты
 Большие Аты  — село в Нижнекамском районе Татарстана. Входит в состав Краснокадкинского сельского поселения.

## География
Находится в центральной части Татарстана на расстоянии приблизительно 22 км по прямой на юг-юго-запад от районного центра города Нижнекамск.

## История
Известно с 1724 года. В 1890 году была здесь построена Покровская церковь (ныне действует). В советское время работали колхоз «Красный партизан», совхозу «Октябрь Бүләге».

## Население
Постоянных жителей было: в 1870—848, в 1897—1298, в 1920—1707, в 1926—1014, в 1938—1122, в 1949—819, в 1958—608, в 1970—602, в 1979—554, в 1989—271, в 2002 − 273 (кряшены 52 %, татары 41 %), 250 в 2010.

## Достопримечательности
Покровская церковь.